# Обыкновенная узкоклювая ванга
Обыкновенная узкоклювая ванга, или пустынная узкоклювая ванга (лат. Xenopirostris xenopirostris) — вид птиц из семейства ванговых. Эндемик Мадагаскара (южная и юго-западная часть острова). Предпочитает местности, где много мёртвой древесины.

## Описание
Длина тела 24 см. Вес 52-63 г. Оперение самцов и самок почти одинаковое. У самца чёрная голова с белыми короной, горлом, грудью и брюшком. Спина и крылья серые. У самки больше белого на голове, а корона чёрная. Молодые особи повторяют окраску самок, но с коричневым на верхних частях тела. Тяжёлый клюв голубовато-серый, ноги серо-голубые.

## Биология
Питаются насекомыми, а также червями и мелкими рептилиями. О размножении этих птиц известно немногое. Гнездо простое, чашеобразное, свитое из растительных материалов и скрепленное паутиной. В кладке 2 яйца.
МСОП присвоил виду охранный статус LC.